# W. Michael Gear
William Michael Gear (* 20. Mai 1955 in Colorado Springs, Colorado) ist ein US-amerikanischer Science-Fiction-Schriftsteller und Archäologe. Er ist gemeinsam mit seiner Frau Kathleen O’Neal Gear Autor der Serie North America’s Forgotten Past / First North Americans, die auch teilweise ins Deutsche übersetzt wurde.

## Biografie
Gear besuchte die High School in Fort Collins und studierte ab 1972 an der Colorado State University Anthropologie (BA 1976; MA 1979). Danach arbeitete er für das Western Wyoming College in Rock Springs. 1978 schrieb er seinen ersten Roman. Das Werk von Gear wurde von historischen Ungenauigkeiten inspiriert, auf die er beim Lesen historischer Belletristik stieß.

“Irritated by historical inaccuracies in Western fiction, he swore he could do better. ...he read a Western novel about a trail drive.. [&] ... the historical inaccuracies of the story bothered him all night. The next morning... he hammered out his first five hundred and fifty page novel... It reads wretchedly - but the historical facts are correct!”

„Verärgert über historische Ungenauigkeiten in den Western, schwor er, er könne es besser machen. ...Er las einen Western über einen Siedlertreck... [&] ...Die historischen Ungenauigkeiten der Geschichte störten ihn die ganze Nacht. Am nächsten Morgen ... hämmerte er seinen ersten fünfhundertfünfzigseitigen Roman heraus... Er liest sich erbärmlich – aber die historischen Fakten sind richtig!“

1981 gründete Gear zusammen mit zwei Partnern seine eigene archäologische Beratungsfirma. Pronghorn Anthropological Associates begann 1982 mit dem Studium kultureller Ressourcen. Nachdem er 1984 seine Anteile an dem Unternehmen verkauft hatte, gründete er gemeinsam mit seiner Frau Wind River Archaeological Consultants.
Er hat 65 Romane veröffentlicht, die in 29 Sprachen übersetzt wurden. Er ist am bekanntesten für seine Serie North America’s Forgotten Past / First North Americans, die er gemeinsam mit Kathleen O’Neal Gear über die Vorgeschichte Nordamerikas verfasst hat. Er erhielt seinen B.A. (1976) und M.A. (1979) von der Colorado State University. Nach Abschluss seines Master in physikalischer Anthropologie arbeitete er für das Western Wyoming College in Rock Springs, Wyoming als Archäologe.
Zusätzlich hat Gear eine große Anzahl an Fachartikeln in Magazinen veröffentlicht.
Gear lebt derzeit gemeinsam mit seiner Frau in Thermopolis, Wyoming.

## Veröffentlichungen

### Anasazi-Zyklus / Anasazi Mysteries
mit Kathleen O’Neal Gear.
Übersetzerin Christine Roth-Drabusenigg.
- 1 The Visitant, Forge, 1999, ISBN 0-312-86531-7.
  - Tage des Wolfs, Heyne allgemeine Reihe #13780, 2003, ISBN 3-453-86975-3.
- 2 The Summoning God, Forge, 2000, ISBN 0-312-86532-5.
  - Tage der Schlange, Heyne, 2004, ISBN 3-453-87815-9.
- 3 Bone Walker, Forge, 2001, ISBN 0-312-87742-0.
  - Tage des Feuers, Heyne, 2005, ISBN 3-453-47006-0.

### Forbidden Borders
- 1 Requiem for the Conqueror, DAW Books, 1991, ISBN 0-88677-477-2.
- 2 Relic of Empire, DAW Books, 1992, ISBN 0-88677-492-6.
- 3 Countermeasures, DAW Books, 1993, ISBN 0-88677-564-7.

### Die grosse Vorzeitsaga (North America’s Forgotten Past)
mit Kathleen O’Neal Gear.
- 1 People of the Wolf, Tor, 1990, ISBN 0-8125-2133-1.
  - Im Zeichen des Wolfes, Zsolnay, 1991, Übersetzerin Dagmar Roth, ISBN 3-552-04324-1.
- 2 People of the Fire, Tor, 1991, ISBN 0-8125-0739-8.
  - Das Volk des Feuers, Zsolnay, 1992, Übersetzerin Dagmar Roth, ISBN 3-552-04403-5.
- 3 People of the Earth, Tor, 1992, ISBN 0-8125-0742-8.
  - Das Volk der Erde, Zsolnay, 1993, Übersetzerin Dagmar Roth, ISBN 3-552-04528-7.
- 4 People of the River, Tor, 1992, ISBN 0-312-85235-5.
  - Das Volk vom Fluss, Zsolnay, 1994, Übersetzerin Dagmar Roth, ISBN 3-552-04622-4.
- 5 People of the Sea, Forge, 1993, ISBN 0-312-93122-0.
  - Das Volk an der Küste, Zsolnay, 1995, Übersetzerin Barbara Ostrop, ISBN 3-552-04719-0.
- 6 People of the Lakes, Forge, 1994, ISBN 0-312-85722-5.
  - Das Volk an den Seen, Heyne, 1997, Übersetzer Wolfdietrich Müller und Fred Schmitz, ISBN 3-453-12343-3.
- 7 People of the Lightning, Forge, 1995, ISBN 0-312-85852-3.
- 8 People of the Silence, Forge, 1996, ISBN 0-312-85853-1.
  - Das Volk der Stille, Heyne, 1998, ISBN 3-453-14301-9.
- 9 People of the Mist, Forge, 1997, ISBN 0-312-85854-X.
  - Das Volk des Nebel, Heyne allgemeine Reihe #13557, 2003, Übersetzer Fred Schmitz, ISBN 3-453-21203-7.
- 10 People of the Masks, Forge, 1998, ISBN 0-312-85857-4.
  - Das Volk der Masken, Heyne allgemeine Reihe #13305, 2001, Übersetzerin Christine Roth, ISBN 3-453-18915-9.
- 11 People of the Owl, Forge, 2003, ISBN 0-312-87741-2.
- 12 People of the Raven, Forge, 2004, ISBN 0-7653-0855-X.
- 13 People of the Moon, Forge, 2005, ISBN 0-7653-0856-8.
- 14 People of the Nightland, Forge, 2007, ISBN 0-7653-1440-1.
- 15 People of the Weeping Eye, Forge, 2008, ISBN 978-0-7653-1438-3.
- 16 People of the Thunder, Forge, 2009, ISBN 978-0-7653-1439-0.
- 17 People of the Morningstar, Tor, 2014, ISBN 978-0-7653-7092-1.
- 18 People of the Songtrail, Tor, 2015, ISBN 978-0-7653-3725-2.

### People of Cahokia
- 1 People of the Morning Star, Tor, 2014, ISBN 978-0-7653-3724-5.
- 2 Sun Born, Tor, 2016, ISBN 978-0-7653-8061-6.
- 3 Moon Hunt, Forge, 2017, ISBN 978-0-7653-8059-3.
- 4 Star Path, Forge, 2019, ISBN 978-1-250-17615-8.

### People of the Longhouse
- 1 People of the Longhouse, Forge, 2010, ISBN 978-0-7653-2016-2.
- 2 The Dawn Country, Forge, 2011, ISBN 978-0-7653-2017-9.
- 3 The Broken Land, Tor, 2012, ISBN 978-0-7653-2694-2.
- 4 People of the Black Sun, Tor, 2012, ISBN 978-0-7653-2695-9.

### Spinnen-Zyklus / Way of Spider
Übersetzt von Horst Pukallus.
- 0 The Artifact, DAW Books, 1990, ISBN 0-88677-406-3.
- 1 The Warriors of Spider, DAW Books, 1988, ISBN 0-88677-287-7.
  - Spinnenkrieger, Heyne Science-Fiction & Fantasy #5045, 1993, ISBN 3-453-06616-2.
- 2 The Way of Spider, DAW Books, 1989, ISBN 0-88677-318-0.
  - Spinnenfäden, Heyne Science-Fiction & Fantasy #5046, 1993, ISBN 3-453-06617-0.
- 3 The Web of Spider, DAW Books, 1989, ISBN 0-88677-356-3.
  - Spinnennetze, Heyne Science-Fiction & Fantasy #5047, 1993, ISBN 3-453-06618-9.

### Man From Boston / Richard Hamilton
- Morning River, Forge, 1996, ISBN 0-7653-5729-1.[2]
- Coyote Summer, Forge, 1997, ISBN 0-8125-7115-0.
  - Die Weide am Fluß, Kabel, 1999, Übersetzerin Gaby Wurster, ISBN 3-8225-0445-9.

### Donovan
- 1 Outpost, DAW Books, 2018, ISBN 978-0-7564-1339-2.
- 2 Abandoned, DAW Books, 2018, ISBN 978-0-7564-1340-8.
- 3 Pariah, DAW Books, 2019, ISBN 978-0-7564-1343-9.
- 4 Unreconciled, DAW Books, 2020, ISBN 978-0-7564-1568-6.

### The Battle for America
Mit Kathleen O’Neal Gear.
- Coming of the Storm, Macmillan, Forge, 2010, ISBN 978-1-4391-5391-8.
- Fire the Sky, Macmillan, Forge, 2011, ISBN 978-1-4391-5392-5.
- A Searing Wind, Macmillan, Forge, 2012, ISBN 978-1-4391-5390-1.

### Nur auf Deutsch erschienen
- Das Ende Aller Tage, Bastei Lübbe #16290, 2007, Übersetzer Rainer Schumacher, ISBN 978-3-404-15748-8 (Orig. Comes a Green Sky)
- Der Eden Effekt, Bastei Lübbe #16608, 2012, Übersetzerin Karin Meddekis, ISBN 978-3-404-16608-4 (Orig. The carbon cauldron)
- Das letzte Gebet, Bastei Lübbe #15748, 2007, Übersetzer Rainer Schumacher, ISBN 978-3-404-15748-8 (Orig. To cast a pearl)

### Weitere Romane
- The Big Horn Legacy, Forge, 1988, ISBN 0-8125-6724-2.
- Long Ride Home, Tor, 1988, ISBN 0-8125-1392-4.
- The Artifact, DAW Books, 1990, ISBN 0-88677-406-3.
- Starstrike, DAW Books, 1990, ISBN 0-88677-427-6.
- Dark Inheritance, Warner Books, 2001, ISBN 0-446-52606-1 (mit Kathleen O’Neal Gear)[3]
  - Lucifers Erbe, Bastei Lübbe #15458, 2006, Übersetzerin Regina Schneider, ISBN 3-404-15458-4.
- Raising Abel, Warner Books, 2002, ISBN 0-446-52615-0 (mit Kathleen O’Neal Gear)
  - Der Schatten Gottes, Bastei Lübbe #15242, 2004, Übersetzerin Regina Schneider, ISBN 3-404-15242-5.
- The Athena Factor, Forge, 2005, ISBN 0-7653-1166-6.
- The Betrayal: The Lost Life of Jesus, Forge, 2008, ISBN 978-0-7653-1546-5 (mit Kathleen O’Neal Gear)
- Children of the Dawnland, Starscape, 2009, ISBN 978-0-7653-2019-3 (mit Kathleen O’Neal Gear)
- This Scorched Earth, Forge, 2018, ISBN 978-0-7653-8236-8 (als William Gear)
- The Plains, Thorndike Press, 2019, ISBN 978-1-4328-5411-9.
- The Alpha Enigma, DAW Books, 2020, ISBN 978-0-7564-1446-7.